# Orlando H. Garrido
Pour les articles homonymes, voir Garrido (homonymie).
Orlando H. Garrido, né le 1er mars 1931 à La Havane et mort le 24 juin 2024 dans la même ville, est un zoologiste, herpétologiste cubain.

## Biographie

### Tennis
Garrido commence sa carrière de tennisman professionnel avec son frère Reynaldo dans les années 1950. Il participe au tournoi de Wimbledon entre 1956 et 1961 et à l'US Open en 1959, mais est éliminé dès les tours préliminaires. Entre 1950 et 1959, Garrido dispute neuf rencontres pour l'équipe cubaine de Coupe Davis. Il remporte quatre de ses seize matches en simple, mais ne gagne qu'un seul de ses cinq matches en double. Son plus grand succès est la finale de l'Open du Canada en 1959, où il s'incline en quatre sets (6:4, 1:6, 6:4, 6:1) face à son frère.

### Zoologie
Après la révolution cubaine, il se consacre à la zoologie, notamment à l'ornithologie et à l'herpétologie. En 1962, Garrido est l'un des fondateurs de la Comisión Nacional para la Academia de Ciencias de Cuba (Comité national pour l'Académie des sciences de Cuba). En 1964, le Museo Nacional de Historia Natural Cubana (en) ouvre ses portes et Garrido y travaille comme conservateur jusqu'à sa retraite.
Garrido a décrit environ 129 nouveaux taxons d'oiseaux et de reptiles, dont des sous-espèces de viréo gundlachi (Vireo gundlachii sanfelipensis et Vireo gundlachii magnus), de chevêchette de Cuba (Glaucidium siju turquinense), du moqueur perlé (Margarops fuscatus klinikowskii), de l'hirondelle de nuit cubaine (Antrostomus cubanensis insulaepinorum) et de l'hirondelle de nuit haïtienne (Siphonorhis brewsteri gonavensis). Parmi les reptiles décrits par Garrido figurent des lézards des genres Anolis et Leiocephalus, des serpents des genres Arrhyton et Tropidophis et des geckos du genre Sphaerodactylus.
En 1968, Garrido a été l'un des derniers scientifiques à observer le pic à bec ivoire cubain (Campephilus principalis bairdii), peut-être éteint aujourd'hui.
En 1970, il rédige avec Luis Sánchez Varona la première description du rat des arbres de San Felipe (Mesocapromys sanfelipensis).

## Taxons décrits
- Anolis agueroi Diaz, Navarro & Garrido, 1998
- Anolis alfaroi Garrido & Hedges, 1992
- Anolis anfiloquioi Garrido, 1980
- Anolis barbatus Garrido, 1982
- Anolis birama Garrido, 1990
- Anolis confusus Estrada & Garrido, 1991
- Anolis delafuentei Garrido, 1982
- Anolis fugitivus Garrido, 1975
- Anolis guafe Estrada & Garrido, 1991
- Anolis guamuhaya Garrido, Pérez-Beato & Moreno, 1991
- Anolis guazuma Garrido, 1984
- Anolis incredulus Garrido & Moreno, 1998
- Anolis inexpectatus Garrido & Estrada, 1989
- Anolis juangundlachi Garrido, 1975
- Anolis macilentus Garrido & Hedges, 1992
- Anolis oporinus Garrido & Hedges, 2001
- Anolis pigmaequestris Garrido, 1975
- Anolis pumilus Garrido, 1988
- Anolis rejectus Garrido & Schwartz, 1972
- Anolis ruibali Navarro & Garrido, 2004
- Anolis terueli Navarro, Fernandez & Garrido, 2001
- Anolis toldo Fong & Garrido, 2000
- Anolis vanidicus Garrido & Schwartz, 1972
- Anolis vescus Garrido & Hedges, 1992
- Arrhyton ainictum Schwartz & Garrido, 1981
- Arrhyton procerum Hedges & Garrido, 1992
- Arrhyton supernum Hedges & Garrido, 1992
- Arrhyton tanyplectum Schwartz & Garrido, 1981
- Leiocephalus onaneyi Garrido, 1973
- Sphaerodactylus armasi Schwartz & Garrido, 1974
- Sphaerodactylus celicara Garrido & Schwartz, 1982
- Sphaerodactylus cricoderus Thomas, Hedges & Garrido, 1992
- Sphaerodactylus docimus Schwartz & Garrido, 1985
- Sphaerodactylus pimienta Thomas, Hedges & Garrido, 1998
- Sphaerodactylus richardi Hedges & Garrido, 1993
- Sphaerodactylus schwartzi Thomas, Hedges, & Garrido, 1992
- Tropidophis fuscus Hedges & Garrido, 1992
- Tropidophis hendersoni Hedges & Garrido, 2002
- Tropidophis morenoi Hedges, Garrido & Diaz, 2001
- Tropidophis spiritus Hedges & Garrido, 1999

## Taxons nommés en son honneur
- Anolis garridoi Diaz, Estrada & Moreno, 1996
- Diploglossus garridoi Thomas & Hedges, 1998